# Campeonato Mundial de Xadrez de 2010
O match pelo Campeonato Mundial de Xadrez de 2010 foi organizado pela FIDE e realizado na cidade de Sófia na Bulgária, sendo disputada entre o atual campeão Viswanathan Anand e o desafiante Veselin Topalov. O match pelo título foi realizado entre 24 de abril e 13 de maio de 2010, com um fundo de prêmios de dois milhões de euros. Anand venceu Topalov e manteve o título.

## Escolha do desafiante
Para o mundial de 2010, o formato do Campeonato voltou à sua forma tradicional com um match entre o atual campeão e um desafiante decidindo campeão mundial.  Para escolher o desafiante, a FIDE determinou que Veselin Topalov deveria enfrentar o campeão da Copa do Mundo de Xadrez de 2007, que foi o estadunidense Gata Kamisky. 

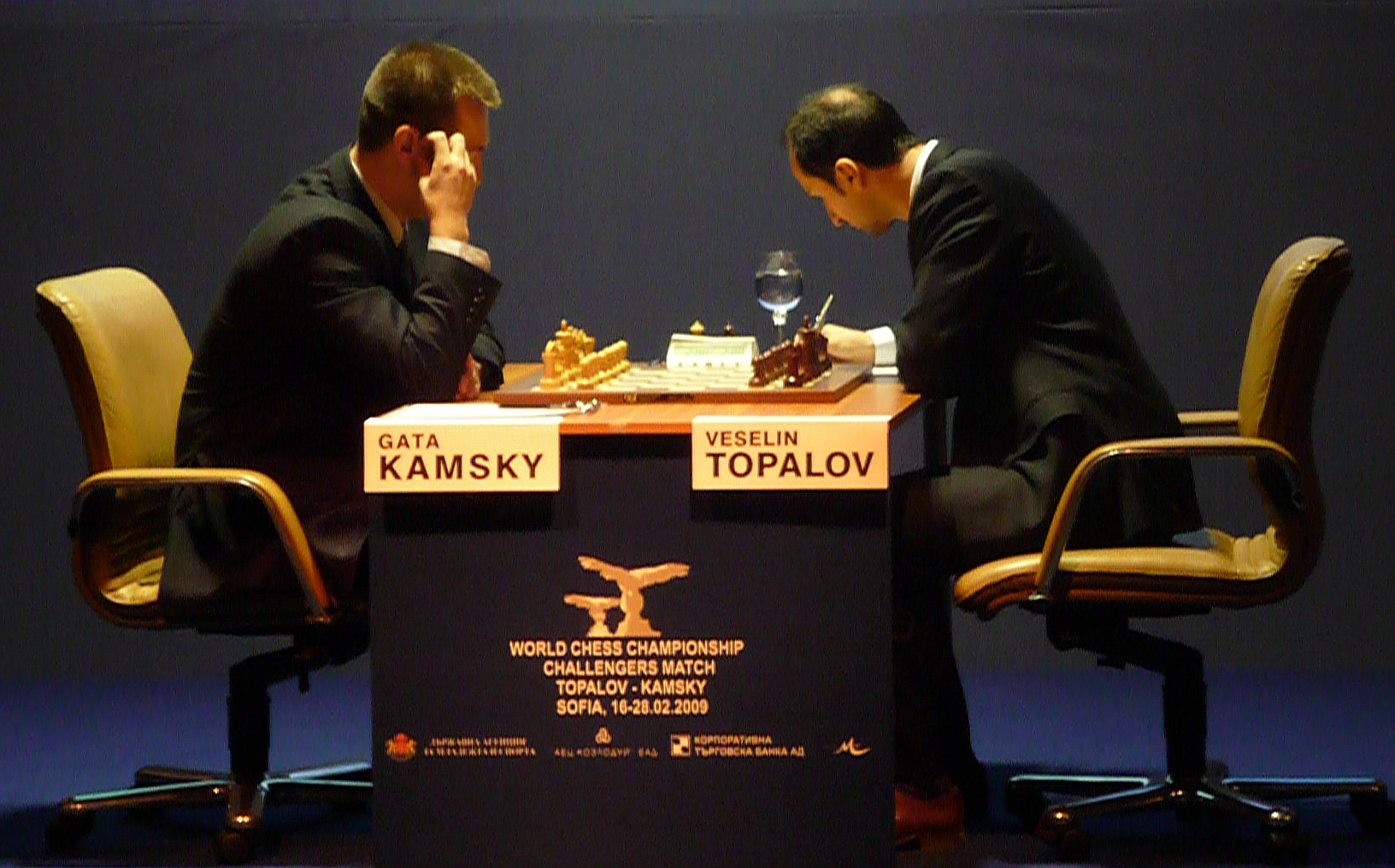
Match entre Topalov e Kamisky

O match entre Topalov e Gamsky foi jogado em uma melhor de oito partidas, na cidade búlgara de Sofia, entre 16 e 28 de fevereiro de 2009. Com a vitória, Topalov ganhou o direito de enfrentar Anand pelo título mundial.
| Jogador         | Rating | 1 | 2 | 3 | 4 | 5 | 6 | 7 | Total |
| --------------- | ------ | - | - | - | - | - | - | - | ----- |
| Veselin Topalov | 2796   | ½ | 1 | ½ | 0 | 1 | ½ | 1 | 4½    |
| Gata Kamsky     | 2725   | ½ | 0 | ½ | 1 | 0 | ½ | 0 | 2½    |

## Match pelo título
A disputa do título se deu em uma melhor de doze partidas. O controle do tempo era de 120 minutos para os 40 primeiros movimentos, 60 minutos para os 20 seguintes e então 15 minutos para o resto da partida com um incremento de 30 segundos começando após o movimento 61.
Anand, que havia reservado um voo de Frankfurt para Sófia em 16 de abril, teve que ir para o campeonato de carro, em uma jornada que durou 40 horas de viagem, devido às emissões de cinza do vulcão Eyjafjallajökull. Apesar de ter solicitado três dias de adiamento, o comitê organizador permitiu apenas um.
| Jogador           | Rating | 1 | 2 | 3 | 4 | 5 | 6 | 7 | 8 | 9 | 10 | 11 | 12 | Total |
| ----------------- | ------ | - | - | - | - | - | - | - | - | - | -- | -- | -- | ----- |
| Viswanathan Anand | 2787   | 0 | 1 | ½ | 1 | ½ | ½ | ½ | 0 | ½ | ½  | ½  | 1  | 6½    |
| Veselin Topalov   | 2805   | 1 | 0 | ½ | 0 | ½ | ½ | ½ | 1 | ½ | ½  | ½  | 0  | 5½    |